# نيك كيلي
نيك كيلي (25 يوليو 1993 بملبورن في أستراليا - ) (بالإنجليزية: Nick Kelly)‏ هو لاعب كريكت نيوزلندي.

## وصلات خارجية
- نيك كيلي على موقع إي آس بي آن كريك إنفو (الإنجليزية)